# ウルス (スーフィズム)
南アジアのスーフィズムにおいて、ウルス（ウルドゥー語: عرس, ラテン文字転写: ‘urs）は、聖者の命日あるいは命日を祝う祭礼のことである。「ウルス」はアラビア語に由来する語彙であり、原語のアラビア語では「結婚、結婚の祝宴」を意味する。南アジアのスーフィズムにおいてムスリム聖者の死は、これを介して聖者の魂が神と結婚し、一体化したと解され、「ウルス」が「聖者の魂が神と合一したことを祝う宗教的な儀式」という意味を持つようになった。
「ムスリム聖者, muslim saint」とは、この用語自体が正統的イスラームの観点からは使用の是非に議論のあるところではあるが、スーフィーの中でもとりわけ信仰心の篤い者という理解が一般的である。文献によっては「スーフィー聖者, sufi saint」とも呼ばれる。ウルス日が祝されるムスリム聖者は「師」を意味する「ピール, pīr」と呼ばれることもある。
ウルス日を祝う宗教的伝統は、最も早い時期としては13世紀に、アナトリア半島と南アジアで実践されていたという証拠がある。デカン高原がムスリムの王朝により軍事的に征服される直前の13世紀後半の北インドには、少なくとも2つのスーフィー教団、すなわちチシュティー教団とスフラワルディー教団が活動していた。デリーに都を置き、13世紀から16世紀ごろまで北インドを支配した諸王朝（デリー・スルターン朝やムガル帝国）は、スーフィー聖者の墓や聖廟を中心とした大規模な宗教的複合体を各地に造営した。ウルスが催されるのは、このような聖者の聖廟（ダルガー, dargāh）においてである。
ラージャスターンのアジュメールは、ムイーヌッディーン・チシュティーのダルガーで催されるウルスでよく知られている（詳細は「ウルス祭り」の項参照。）。アジュメールはチシュティーが中央アジアからインドに来たときに修行道場（ハーンカー）を設立した場所である。チシュティーの教えを受け継ぐ者たちが「チシュティー教団」であるが、この教団の修行の特徴のひとつは、カッワーリーという音楽を使うことである。カッワーリーはチシュティー派のウルスに欠かせない。
デリー・スルターン諸王朝により造営されたデリーのニザームッディーン廟では、チシュティー没後に教団を指導した後継者の4代目、ニザームッディーンと、その弟子アミール・ホスローのウルスが、イスラーム暦で毎年ラビーII月とシャウワール月にそれぞれ催されている。
スーフィーとしての一面もあったムガル帝国のアウラングゼーブ帝はデカンのフルダーバードに葬られ、その聖廟（ダルガー）では少なくとも19世紀中ごろまで、王族が家臣を従えて毎年ウルスを祝う巡礼が行われた。
ウルスにはムスリムもヒンドゥー教徒も共に集まり、楽しむことが観察されている。タミル・ナードゥのナーゴルでは、当地で歿したカーディリー教団のムスリム聖者ナーゴル・シャーフル・ハミードのウルスが毎年催されている。シャーフル・ハミードのウルスには、ムスリムだけでなくヒンドゥー教徒も集まる。

## 典拠
1. 1 2 3 4 5 6 7  小牧, 幸代「インド・イスラームの聖者信仰 : ニザームッディーン廟の事例から」『民族學研究』第58巻第2号、1993年、198-210頁、doi:10.14890/minkennewseries.58.2_198。
2. 1 2 3 4 5  麻田豊, 小西則子, 田中多佳子, 深町宏樹, 村山真弓「座談会「インド亜大陸のイスラーム」」『イスラム世界』第47巻、日本イスラム協会、1996年、59-77頁、CRID 1390579134186303872、doi:10.57470/theworldofislam.47.0_59、ISSN 0386-9482。
3. 1 2  Dushan, D. (2002). “SUFISM IN MAHARASHTRA.”. Bulletin of the Deccan College Research Institute 62/63:  285–290. JSTOR stable/42930624.
4. 1 2  Green, N. (2004). “Stories of Saints and Sultans: Re-membering History at the Sufi Shrines of Aurangabad.”. Modern Asian Studies 38 (2):  419–446. JSTOR stable/3876520.
5. ↑  Ernst, Carl W. (1997). Sufism: An Introduction to the Mystical Tradition of Islam. Shambala. pp. 77-78. ISBN 978-1-570-62180-2
6. 1 2  『イスラム事典』平凡社、1982年。（「デリー・スルタン朝」の項。執筆：小名康之。）
7. ↑  J. J. Roy Burman. (1996). Hindu-Muslim Syncretism in India. Economic and Political Weekly, 31(20), 1211–1215. https://www.jstor.org/stable/4404148
8. 1 2  Arif Zamhari (2010), “‘Turn to God and His Prophet’: The Spiritual Path of the Ṣalawāt Wāḥidiyat Group”, Rituals of Islamic Spirituality: A Study of Majlis Dhikr Groups in East Java, ANU Press, JSTOR stable/j.ctt24h2kf.13